# 多良木町立多良木中学校
多良木町立多良木中学校（たらぎちょうりつ たらぎちゅうがっこう）は、熊本県球磨郡多良木町にある公立の中学校。
多良木町内唯一の中学校である。
2023年（令和5年）8月に、旧・熊本県立多良木高等学校校地に新校舎が完成し、移転を完了している。

## 概要
歴史
初代「多良木中学校」は1947年（昭和22年）の学制改革（六・三制の実施）により、新制中学校として発足。1958年（昭和33年）に多良木町内の中学校3校（多良木・黒肥地・久米）の統合によって、二代目の「多良木中学校」となった。2023年（令和5年）に創立65周年を迎えた。
校訓
「自主・勤労・協和」
校章
羽ばたく鳥を背景にして、中央に「中」の文字を配している。
校歌
歌詞は3番まであり、歌詞中に校名は登場しない。
通学区域
多良木町内全域。小学校区は以下の通り。
- 多良木町立多良木小学校
- 多良木町立黒肥地小学校および柳野分校
- 多良木町立久米小学校

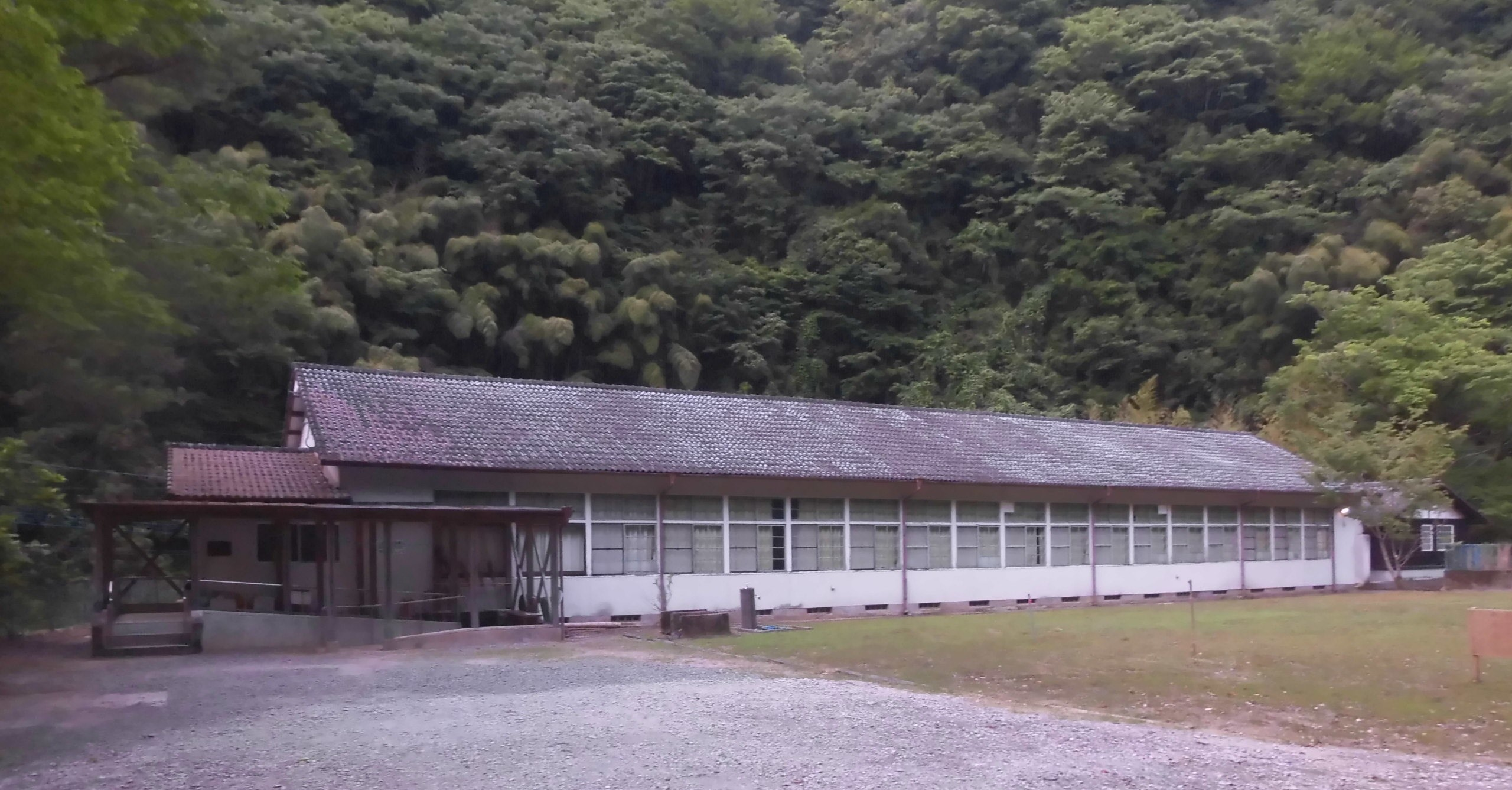
多良木町立宮ヶ野小学校（休校中）
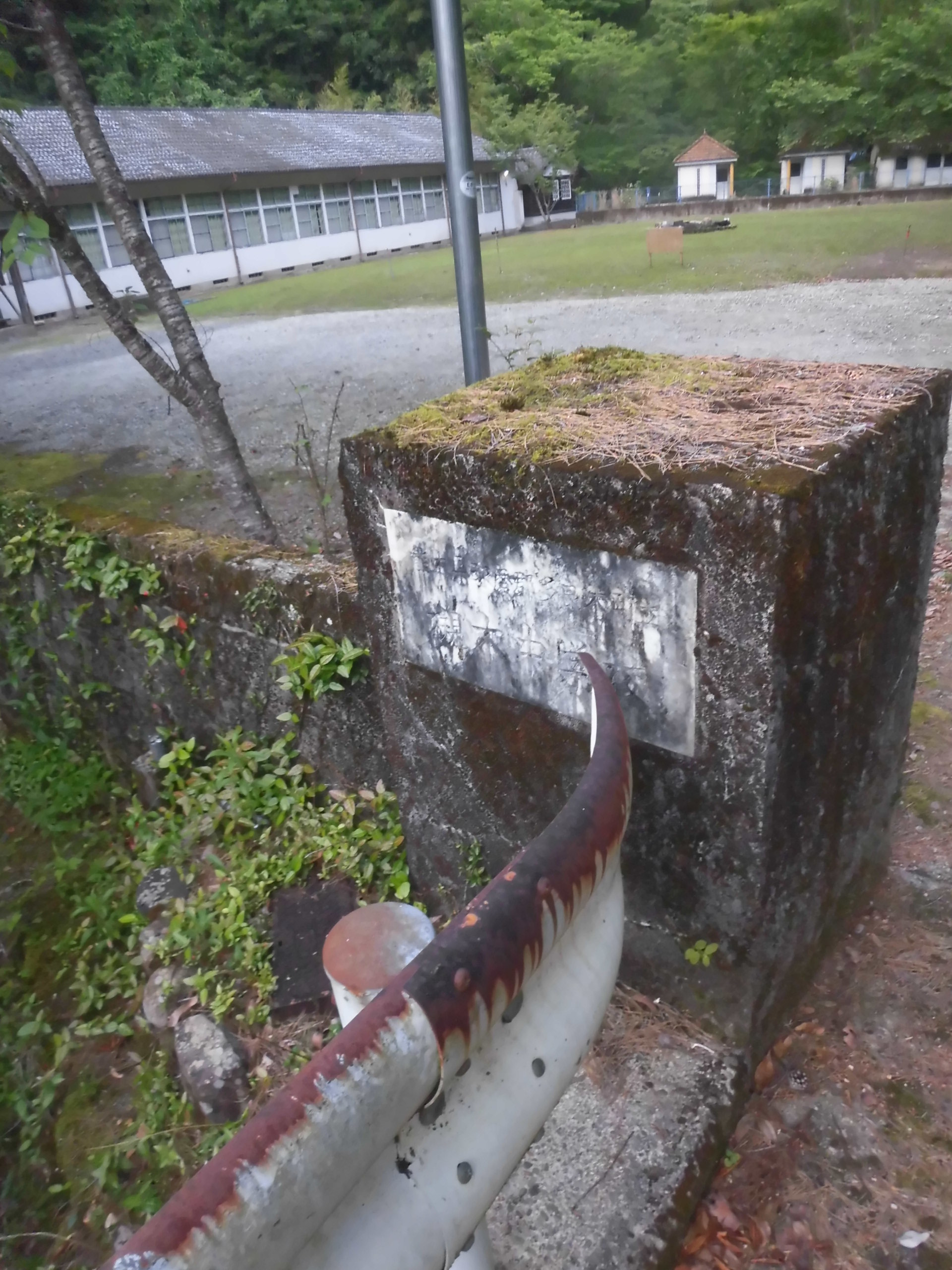
多良木町立槻木小学校（休校中）

## 沿革
旧・多良木中学校（初代）
- 1947年（昭和22年）4月 - 学制改革により、「多良木町立多良木中学校」が創立。
  - 多良木町立多良木小学校に併設される。
- 1949年（昭和24年）11月 - 独立校舎が完成し移転を完了。多良木小学校との併設を解消。

旧・黒肥地中学校（くろひじ）
- 1947年（昭和22年）4月 - 学制改革により、「黒肥地村立黒肥地中学校」が創立。
  - 黒肥地村立黒肥地小学校に併設される。
- 1955年（昭和30年）4月1日 - 黒肥地村が多良木町に合併したため、「多良木町立黒肥地中学校」に改称。
- 1958年（昭和33年）9月30日 - 統合のため閉校。ただし統合校舎の整備が完了するまでの間、「黒肥地分室」として使用を継続。
  - 最終所在地（黒肥地中学校） - 熊本県球磨郡多良木町黒肥地1629番地（北緯32度16分32.2秒 東経130度56分30.6秒 / 北緯32.275611度 東経130.941833度）

旧・久米中学校（くめ）
- 1947年（昭和22年）4月 - 学制改革により、「久米村立久米中学校」が創立。
  - 久米村立久米小学校に併設される。
  - 以下の2分校を設置。
    - 「第一分校」（久米村立槻木小学校に併設）
    - 「第二分校」（久米村立下槻木小学校に併設）
- 1948年（昭和23年） - 第一分校と第二分校が統合の上「槻木分校」となる。
- 1955年（昭和30年）4月1日 - 久米村が多良木町に合併したため、「多良木町立久米中学校」に改称。槻木分校が分離の上、「多良木町立槻木中学校」として独立。
- 1958年（昭和33年）9月30日 - 統合のため閉校。ただし統合校舎の整備が完了するまでの間、「久米分室」として使用を継続。
  - 最終所在地（久米中学校） - 熊本県球磨郡多良木町黒肥地1629番地（北緯32度14分53.2秒 東経130度57分35.2秒 / 北緯32.248111度 東経130.959778度）

統合・多良木中学校（二代目）
- 1958年（昭和33年）10月1日 - 上記3校（多良木・黒肥地・久米）が統合の上「多良木町立多良木中学校」（二代目、現校名）が開校。
  - 統合校舎の整備が完了するまでの間、旧中学校3校の校舎を使用を継続し、「多良木本校」・「黒肥地分室」・「久米分室」として分散授業を実施。
- 1959年（昭和34年）
  - この年 - 多良木校地に鉄筋コンクリート造2階建て管理教室棟、木造2階建てトタン葺き校舎（4教室）、および木造2階建てトタン葺き特別教室棟（7教室）が完成。その後、体育館を建設。
  - 4月 - 黒肥地分室および久米分室を廃止し、全生徒を多良木本校で収容。
- 1965年（昭和42年）4月 - 校舎を増築。
- 1968年（昭和43年）3月 - 黒肥地字長寺に多良木町立多良木学園が創設される[1]。
  - 黒肥地小学校および多良木中学校の「多良木学園分校」が設置される。
- 1972年（昭和47年）8月 - プールが完成。
- 1979年（昭和54年）3月31日 - 熊本県立球磨養護学校新設に伴い、多良木学園分校を廃止。
- 1986年（昭和61年）4月1日 - 多良木町立槻木中学校を統合。
- 2023年（令和5年）8月1日 - 新校地（旧・熊本県立多良木高等学校校地）に新校舎が完成し、移転を完了。
  - 旧・所在地 - 熊本県球磨郡多良木町多良木1736番地（北緯32度15分57.7秒 東経130度55分58.9秒 / 北緯32.266028度 東経130.933028度）
  - 現・所在地 - 熊本県球磨郡多良木町多良木1212番地9（北緯32度15分29.9秒 東経130度56分05.6秒 / 北緯32.258306度 東経130.934889度）

旧・槻木中学校（つきぎ）
- 1947年（昭和22年）4月 - 久米村立久米中学校の分校が2校設置される。
  - 「久米村立久米中学校 第一分校」・「久米村立久米中学校 第二分校」が設置される。
- 1948年（昭和23年）- 上記分校2校が統合の上、「久米村立久米中学校 槻木分校」となる。
  - 最終所在地（久米中第一分校・槻木分校） - 熊本県球磨郡多良木町槻木1907番地2（北緯32度12分12.2秒 東経131度01分43.9秒 / 北緯32.203389度 東経131.028861度）
  - 最終所在地（久米中第二分校） - 熊本県球磨郡多良木町槻木507番地（北緯32度11分06.7秒 東経131度03分57.8秒 / 北緯32.185194度 東経131.066056度）
- 1955年（昭和30年）4月1日 - 久米中学校から分離の上、「多良木村立槻木中学校」（最終名）として独立。
- 1963年（昭和38年）4月 - 槻木507番地に木造校舎を新築の上、移転を完了。
- 1986年（昭和61年）3月31日 - 多良木町立多良木中学校への統合により閉校。39年（独立31年）の歴史に幕を閉じた。
  - 最終所在地（槻木中学校） - 熊本県球磨郡多良木町槻木502番地（北緯32度12分14.1秒 東経131度01分44.5秒 / 北緯32.203917度 東経131.029028度）

- 槻木中
校舎跡
- 槻木中
門柱

## 交通アクセス
最寄りの鉄道駅
- くま川鉄道 湯前線「多良木駅」

最寄りのバス停留所
- 九州産交バス 「球磨支援学校前」停留所

最寄りの幹線道路
- 国道219号

## 周辺
- 熊本県立球磨支援学校
- 多良木町立多良木小学校
- 多良木町学校給食センター
- たらぎ保育園
- 多良木町役場
- 多良木町森林組合
- 多良木町 ふれあい交流センター えびすの湯
- 多良木村多目的総合グラウンド
- 多良木郵便局
- 肥後銀行多良木支店